# くりえみ
くりえみ（英: Kuriemi、1994年 (平成6年) 6月14日 - ）は、日本のグラビアアイドル、タレント、女優、YouTuber、会社経営者。千葉県出身。バーチャルヒューマン芸能事務所「ぴにょきお株式会社」（英: Pinyokio Co., Ltd.）代表取締役最高経営責任者（CEO）兼所属タレント。TWIN PLANET ENTERTAINMENTと業務提携。日テレジェニック2012、ミスアクション2014、ミリタリーアイドルグループ・転校少女歌撃団の元メンバー。
フェチ感たっぷりの写真をSNSに投稿することから、「SNSのフェチ天使」と呼ばれている。
なお、2018年9月までは、栗田 恵美（くりた えみ）名義で活動していた。

## 略歴
高校1年生の時、渋谷でスカウトされて芸能界入り。2012年6月、日テレジェニック2012候補生45名の中からグランプリに選ばれる。2013年3月、『戦国降臨ガールズ』にて初舞台。2014年4月、ミスアクション2014グランプリに選ばれる。同年11月、転校少女歌撃団を結成し、初期メンバーとして活動する。

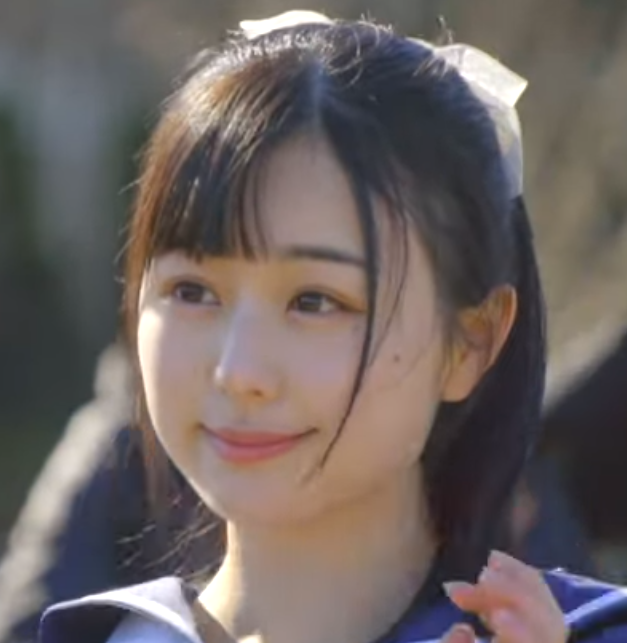
2020年撮影

2018年4月、転校少女歌撃団を卒業。同年9月7日、芸名を「くりえみ」に改名。改名後は「生まれたときから露出狂」をモットーとしており、改名後初のイメージビデオではバストトップ以外ほぼ隠れていないビキニトップを着用して話題となる。
2021年7月に美容医療開発、AGAケアのサブスクリプションサービスなどを事業とする「S&E株式会社」（エス・アンド・イー）を起業した。
2022年10月3日、TWIN PLANET ENTERTAINMENTに所属したことが発表された。
2023年7月27日、自身をモデルに画像生成AIで制作されたデジタル写真集『SNS ANGEL』がAmazon Kindleにて発売されたが、Amazon側の都合により発売4日目で販売停止となった。
2023年9月8日、最先端のジェネレーティブAIテクノロジーを研究開発する企業「AIHUB株式会社」の最高マーケティング責任者（CMO）に就任。
2023年12月19日には、生成AIを用いてバーチャル化したタレント・インフルエンサーをプロデュースする日本初のプロダクション「ぴにょきお株式会社」をAIHUB株式会社の出資により設立。くりえみが同事務所の代表取締役最高経営責任者（CEO）に就任し、併せて同事務所のリアルタレントとしてくりえみのバーチャルヒューマンと共に所属する。なお、従前所属のTWIN PLANET ENTERTAINMENTとは業務提携に変えて関係を継続する。

## 人物
- 趣味はショッピング、読書、半身浴、岩盤浴、カメラ。
- 特技は書道（八段）[18]、水泳、イラスト。
- 好きな映画は『ヘルタースケルター』。
- 好きなアーティストはMr.Children。
- 好きな言葉は「人事を尽くして天命を待つ」。
- 兄が1人いる[34]。
- 詳細な時期は不明（2011年頃）だが、転校少女歌撃団以前にはAKB48サイドからスカウトを受けていた。集団行動などが自分には合わないと思い、事実上の辞退をしている[35]。その後はアイドルグループに所属することになるが、これは事務所への恩義の面が大きかったという[35]。

## 出演

### レギュラー
- 村上友梨&栗田恵美 ゆりえみ!（2011年7月11日 - 2012年12月25日、あっ!とおどろく放送局）
- ヴァンガ道（2011年10月 - 11月、テレビ東京）
- カンニングのDAI安吉日!（2013年5月 - 2018年3月25日、BSフジ）

### ドラマ
- 走馬灯株式会社（2012年8月9日、TBS）
- スプラウト（2012年、日本テレビ）
- piece（2012年、日本テレビ）
- 王様に捧ぐ薬指 第4話（2023年5月9日、TBS） - 関本 役

### ラジオ
- くりえみの水曜日のわがままシンデレラ（2021年11月3日 - 2022年12月21日、interfm）※2021年10月に2か月限定枠として毎週水曜日放送と告知[36]。2022年1月から第1・3水曜日に放送[37][38]。
- よゐこ有野のノーギャラジオ（2023年2月26日、MBSラジオ）[39]

### 映画
- ミューズの鏡（2012年、監督：福田雄一）
- アイアムアヒーロー（2016年、監督：佐藤信介） - みーちゃん 役

### 舞台
- アリスインプロジェクト「戦国降臨ガールズ」（2013年7月3日 - 7日、六行会ホール） - 真田幸 役[40]
- 音楽劇「Nutcracker -くるみ割り人形-」（2013年12月20日 - 23日、六行会ホール） - マリー姫 フリッツ 役
- Office ENDLESS「天元突破グレンラガン〜炎撃篇 其の弐/其の参〜」（2015年9月17日 - 22日、シアター1010） - ダリー 役[41]

### PV
- BREAKERZ「オーバーライト」（2012年6月13日）

### 出展
- TOKYO IDOL NET presents アイドルカメラ部 写真展（2017年5月16日 - 30日、原宿 FUJIFILM WONDER PHOTO SHOP）[42]
- くりえみ×福島裕二展（2020年3月16日 - 4月19日、アトリエY）

## 作品

### イメージビデオ
- 栗田恵美
  - ほほえみHeart（2012年10月26日、リバプール）[43]
  - 道しるべ（2013年4月19日、イーネット・フロンティア）[44]
  - OVER 夢のカケラ（2013年7月31日、アクアハウス）[45]
  - 君の想い（2013年11月27日、イーネット・フロンティア）[46]
  - ミスアクション2014（2014年6月27日、シャイニングスターエンターテイメント）[47]

- くりえみ
  - くりえみのとりこ（2018年12月20日、ギルド）[48]
  - 美らり（2019年7月19日、イーネット・フロンティア）[49]
  - シックスくりニック 〜ふたりだけのひみつ病棟〜（2019年10月25日、竹書房）[50]
  - あの頃のくり（2020年2月25日、エアーコントロール）
  - くりえみとの出会い方〜私の恋したい７つのシチュエーション〜（2020年8月28日、リバプール）[51][52]

### 音楽配信
- くりえみ！（2019年10月3日）[53]
  1. 満たされない
  2. 創世
- because of you（2020年4月29日）[54]
  1. あなただから
  2. イベリスの花
  3. bye bye bye
  4. うしろ髪(ピアノバージョン)
  5. あなただから(ピアノバージョン)
  6. あなただから(ギターバージョン)

## 出版

### 写真集
- 密着同棲（2019年11月1日、ドレミ楽譜出版社、撮影：羊肉るとん、監修：ジャングルランド） ISBN 978-4-28-514982-1
- 革命家（2023年2月14日、講談社、撮影：中村和孝） ISBN 978-4-06-531173-8[55]

### オムニバス写真集
- 美しいえちえち写真集（2019年11月30日、玄光社）
- お尻フェチ写真集 僕はお尻を見つめていたい!（2020年11月30日、一迅社、撮影：須崎祐次）
- Cosplay of Nurse（2022年2月22日、メタ・ブレーン、撮影：須崎祐次）ISBN 978-4910546032

### 書籍
- かわいい振袖（2012年10月10日、グラフィック社）
- ドールメイク・レッスン キュート（2012年10月27日、ワニブックス）
- Lolicate 〜Virginmary〜（2014年11月10日）
- LARME（2017年9月16日）

### 雑誌
- DVDヨロシク!（2012年2月21日）
- BOMB（2012年3月9日・7月9日・11月9日）
- ヤングマガジン（2012年6月18日・7月2日・9月10日）
- 黄金のGT（2012年6月26日・2014年6月26日）
- ヤングアニマル（2012年7月13日・11月22日）
- 月刊エンタメ（2012年8月30日・10月30日・2013年12月28日）
- DVD Dream（2012年9月7日）
- EX大衆（2012年10月15日・2013年3月15日）
- BLACK BOX（2012年10月26日・2013年3月26日・12月26日）
- 週刊プレイボーイ（2012年11月12日・2015年11月9日・2020年3月2日）
- 週刊実話（2012年12月6日・2014年7月10日）
- SPA!（2014年1月21日）
- Bejean（2014年4月22日・6月21日）
- 漫画アクション（2014年4月30日・7月1日）
- 月刊デビュー（2014年5月1日）
- ドカント（2014年6月16日）
- カカスク125（2014年7月5日）
- ALPHA INDUSTRIES OFFICIAL BOOK（2014年10月23日）
- Tactics＆Equipment Magazine 2015（2014年11月20日）
- Fielder vol.22（2015年6月25日）
- BOMB 9月号（2015年7月9日）
- CUTiE（2015年8月11日）
- Fielder vol.23（2015年8月27日）
- 月刊アイドル新聞8月号（2015年8月28日）
- MARQUEE vol.111（2015年10月10日）
- ROUND UP!! @JAM EXPO 2015（2015年11月28日）
- UTB＋ Vol.29（2015年12月9日）
- 装苑 2月号（2015年12月26日）
- コンバットマガジン 3月号（2016年1月27日）
- 月刊アームズマガジン 3月号（2016年1月27日）
- ピースコンバット vol.11（2016年1月28日）
- モノ・マガジン（2016年2月2日）
- ヤングガンガン（2021年4月16日）[56]
- 扶桑社『MAMOR』2021年11月号 - 防衛省広報誌にて陸上自衛隊の制服などを着て撮影

### カレンダー
- 2021年カレンダー（2020年11月21日、わくわく製作所）[57]
- 2023年4月～カレンダー（2023年3月31日、G-STYLE）[58]

### トレーディングカード
- FLASHトレカシリーズ第11弾 くりえみ ファースト・トレーディングカード（2021年2月27日、ヒッツ）[59][60]